# Сытько, Андрей Васильевич
Андре́й Васи́льевич Сытько́ (30 декабря 1914 — 24 августа 1993) — Герой Советского Союза; в период советско-финской войны 1939—1940 годов — младший комвзвод, старшина роты 348-го стрелкового полка 51-й стрелковой дивизии 13-й армии Северо-Западного фронта.

## Биография
Родился 30 декабря 1914 года в селе Заворичи ныне Броварского района Киевской области Украины в крестьянской семье. Украинец.
Окончил Нежинский строительный техникум. Работал счетоводом в Нежине.
В Красной Армии с 1933 года. В 1939 году окончил полковую школу. Участник советско-финской войны 1939—1940 годов.
В период с 25 февраля по 6 марта 1940 года в районе населённых пунктов Хямяля, Тали и Нятяля в составе роты 348-го стрелкового полка, участвуя в штурме опорных пунктов и отражении контратак противника, уничтожил несколько вражеских огневых точек, значительное число солдат и офицеров. Имел звание старшины, был младшим комвзводом. Был ранен, но не покинул поля боя.
Указом Президиума Верховного Совета СССР от 7 апреля 1940 года «за образцовое выполнение боевых заданий командования на фронте борьбы с финской белогвардейщиной и проявленные при этом отвагу и геройство» присвоено звание Героя Советского Союза с вручением ордена Ленина и медали «Золотая Звезда».
Участник Великой Отечественной войны с 22.06.1941. 01.09.1941, тяжело ранен. В 1941 году окончил Одесское военное пехотное училище. С марта 1944 года, командир стрелковой роты, 681-го стрелкового полка, 133-й стрелковой дивизии, 40-й армии, 2-го Украинского фронта. После войны уволен в запас в звании старшего лейтенанта. Работал егерем в городе Бровары. Жил в селе Заворичи. Умер 24 августа 1993 года.

## Награды
Награждён орденом Ленина, орденом Красного Знамени, тремя орденами Отечественной войны 1-й степени, орденом Отечественной войны 2-й степени, медалями.